# طرح حقوق سهامداران
طرح حقوق سهامداران، که در عامیانه به عنوان " قرص سمی " شناخته می‌شود، نوعی تاکتیک دفاعی است که توسط هیئت مدیره یک شرکت در برابر تصاحب استفاده می‌شود.
در زمینه ادغام و تملک، طرح‌های حقوق سهامداران در اوایل دهه ۱۹۸۰ به عنوان راهی برای جلوگیری از پیشنهادها خرید با سلب حق سهامداران برای مذاکره در مورد قیمت برای فروش سهام به‌طور مستقیم ابداع شد.
به‌طور معمول، چنین طرحی به سهامداران این حق را می‌دهد که اگر یک سهامدار درصد معینی یا بیشتر از سهام شرکت را خریداری کند، سهام بیشتری را با تخفیف خریداری کنند. به عنوان مثال، اگر هر یک از سهامداران ۲۰٪ از سهام شرکت را بخرد، این طرح می‌تواند راه اندازی شود، در آن زمان هر سهامدار (به استثنای سهامدار ۲۰٪) این حق را خواهد داشت که انتشار جدیدی از سهام را با تخفیف خریداری کند. اگر همه سهامداران دیگر بتوانند سهام بیشتری را با تخفیف خریداری کنند، چنین خریدهایی باعث کاهش علاقه مناقصه‌گر می‌شود و هزینه پیشنهاد به میزان قابل توجهی افزایش می‌یابد. با علم به اینکه چنین طرحی می‌تواند فعال شود، پیشنهاد دهنده می‌تواند از تصاحب شرکت بدون تأیید هیئت مدیره خودداری کند و ابتدا با هیئت مدیره مذاکره کند تا طرح را لغو کند.
این طرح می‌تواند توسط هیئت مدیره به صورت «اختیار» یا «حکم» منضم به سهام موجود صادر شود و فقط با تشخیص هیئت مدیره لغو شود.

## تاریخچه
قرص سم توسط مارتین لیپتون وکیل ادغام و تملک در سال ۱۹۸۲، به عنوان پاسخی به تصاحب خصمانه مبتنی بر مناقصه اختراع شد. قرص‌های سم در اوایل دهه ۱۹۸۰ در واکنش به موج تصاحب توسط مهاجمان شرکتی مانند تی. بون پیکنز و کارل ایکان رایج شدند. اصطلاح «قرص سمی» معنای اصلی خود را از قرص سمی گرفته شده که توسط جاسوسان مختلف در طول تاریخ حمل می‌شد، قرصی که جاسوسان در صورت کشف برای از بین بردن احتمال بازجویی توسط دشمن مصرف می‌کردند.
در سال ۲۰۰۱ گزارش شد که از سال ۱۹۹۷، به ازای هر شرکت دارای قرص سمی که با موفقیت در برابر تصرف خصمانه مقاومت کرد، ۲۰ شرکت با قرص‌های سمی وجود داشت که پیشنهادها تصاحب را پذیرفتند. روند از اوایل دهه ۲۰۰۰ این بود که سهامداران علیه مجوز قرص‌های سمی رای می‌دادند، زیرا قرص‌های سمی برای مقاومت در برابر تصاحب طراحی شده‌اند، در حالی که از دیدگاه سهامدار، تصاحب می‌تواند از نظر مالی سودآور باشد.
برخی استدلال کرده‌اند که قرص‌های سمی برای منافع سهامداران مضر هستند زیرا مدیریت موجود را تداوم می‌بخشند. به عنوان مثال، مایکروسافت در ابتدا پیشنهادی ناخواسته برای Yahoo!، اما متعاقباً پس از Yahoo! جری یانگ، مدیر عامل شرکت، تهدید کرد که اگر مایکروسافت قیمت هر سهم را به ۳۷ دلار آمریکا افزایش ندهد، تصاحب را تا حد امکان دشوار خواهد کرد. یکی از مدیران مایکروسافت اظهار داشت: «اگر ما خصومت کنیم، اثاثیه را می‌سوزانند. آنها می‌خواهند این مکان را ویران کنند.» یاهو از سال ۲۰۰۱ طرح حقوق سهامداران را در دست اجرا دارد. تحلیلگران پیشنهاد کردند که پیشنهاد ۳۳ دلاری مایکروسافت به ازای هر سهم بسیار گران بود و یانگ با حسن نیت چانه زنی نمی‌کرد، که بعداً منجر به شکایت سهامداران متعدد و ناکام ماندن نبرد نیابتی کارل ایکان شد. قیمت سهام یاهو پس از انصراف مایکروسافت از پیشنهاد کاهش یافت و جری یانگ با واکنش شدید سهامداران مواجه شد که در نهایت به استعفای او منجر شد.
هیئت مدیره توییتر به اتفاق آرا طرح حقوق سهامداران را در سال ۲۰۲۲ به دنبال پیشنهاد خرید ناخواسته ایلان ماسک به تصویب رساند.

## بررسی اجمالی
هدف از طرح حقوق سهامداران این است که پیشنهاد دهنده را مجبور به مذاکره با هیئت مدیره هدف کند و نه مستقیماً با سهامداران. اثرات دوگانه است:
- این به مدیریت زمان می‌دهد تا پیشنهادها رقیب را پیدا کند که قیمت فروش را به حداکثر می‌رساند.
- مطالعات متعدد نشان می‌دهد که شرکت‌های دارای قرص‌های سمی (طرح‌های حقوق سهامداران) نسبت به شرکت‌هایی که قرص‌های سمی ندارند، حق بیمه بیشتری دریافت کرده‌اند. این منجر به افزایش ارزش سهامداران می‌شود. این تئوری این است که افزایش در قدرت مذاکره هدف در حق بیمه بالاتر اکتساب منعکس می‌شود.

## اثر
در حالی که شواهدی وجود دارد مبنی بر اینکه حفاظت از تصاحب به مدیران اجازه می‌دهد تا در مورد قیمت خرید بالاتر مذاکره کنند، به‌طور کلی، بهره‌وری شرکت را کاهش می‌دهند.